# Fock (geslacht)
Fock is een uit Dantzig stammend geslacht waarvan leden zich begin 17e eeuw in Amsterdam vestigden.

## Geschiedenis

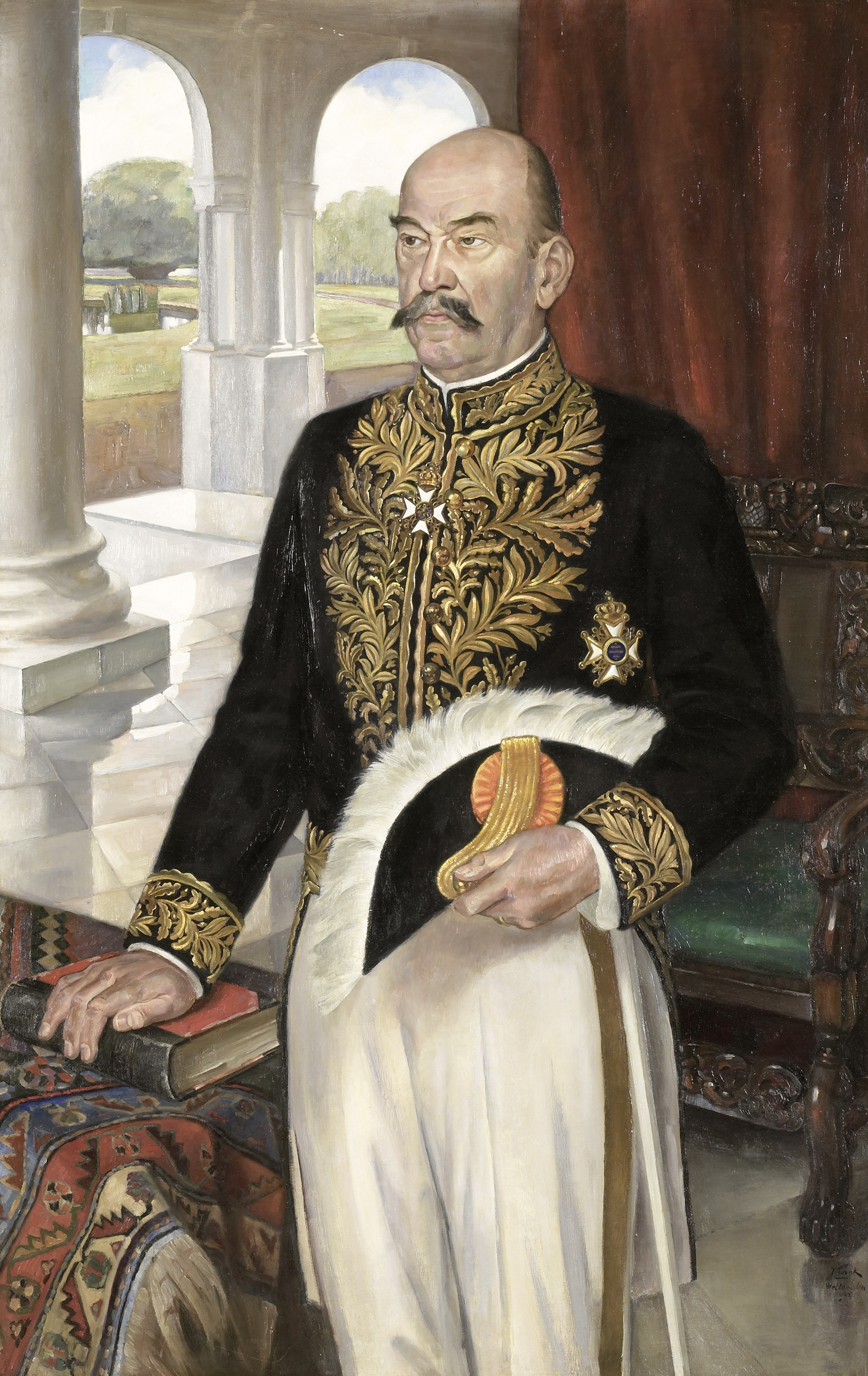
Gouverneur-generaal Dirk Fock, portret Jan Frank, Rijksmuseum Amsterdam

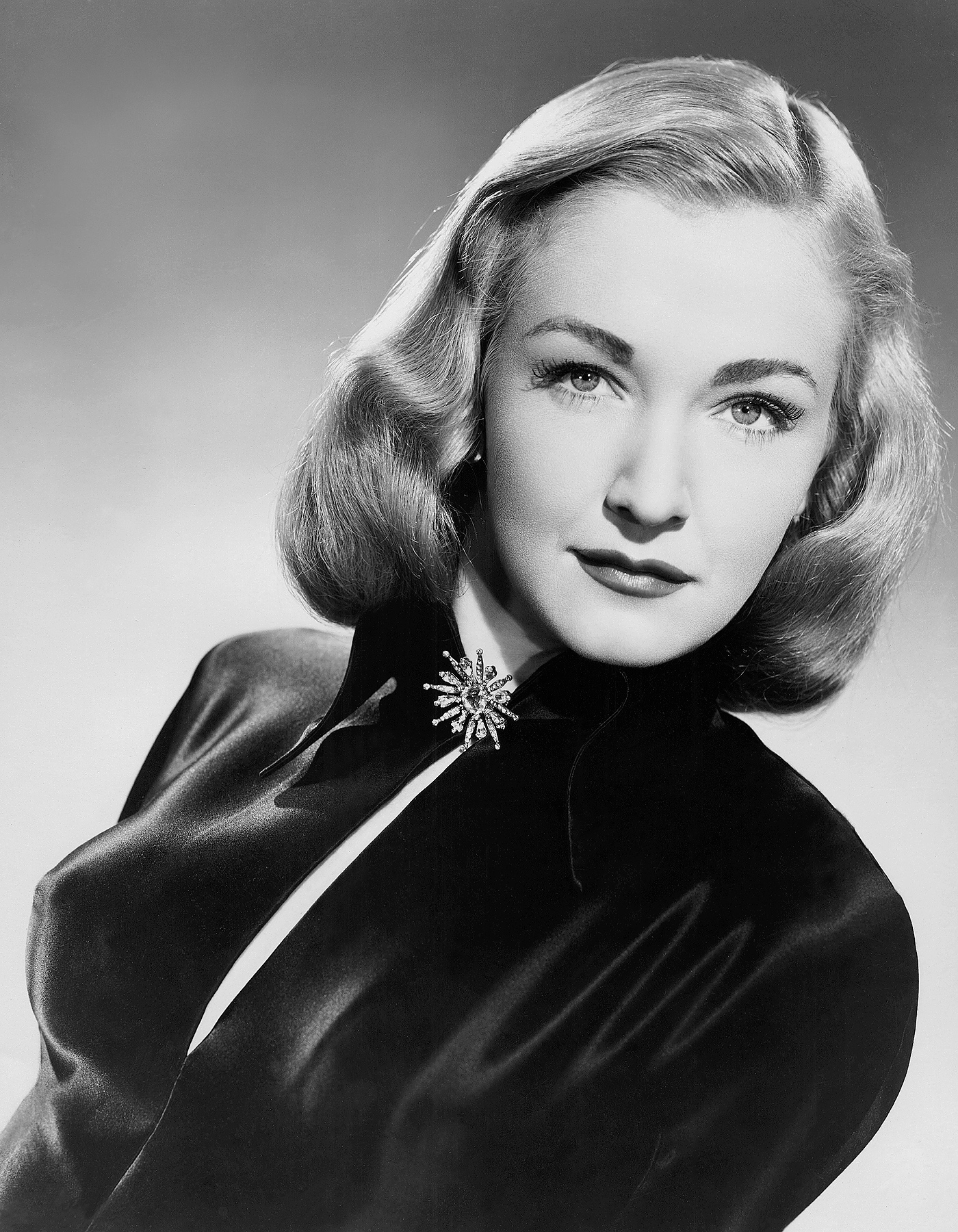
Publiciteitsfoto actrice Nina Foch

De stamreeks begint met Abraham Fock, geboren in 1694 of 1695 in Dantzig, die zich in 1722 in Amsterdam vestigde en daar koopman werd. Onder zijn nakomelingen waren presidenten van De Nederlandsche Bank, ministers, een commissaris van de Koningin en een internationaal filmactrice.
In 1917 werd het geslacht opgenomen in het Nederland's Patriciaat; heropname volgde in 1964.

## Enkele telgen
Jacob Fock (1770-1835), president van De Nederlandsche Bank
- Abraham Fock (1793-1858), president van De Nederlandsche Bank
  - Mr. Cornelis Fock (1828-1910), burgemeester van Amsterdam en minister
    - Mr. Dirk Fock (1858-1941), voorzitter van de Tweede Kamer der Staten-Generaal, minister van Koloniën, gouverneur van Suriname, gouverneur-generaal van Nederlands-Indië
      - Prof. Dirk Fock (1886-1973), eerste-dirigent Wiener Konzert Verein, hoogleraar Wiener Hochschule für Musik
        - Nina Consuela Maud Fock (1924-2008), filmactrice, toneeldocente en beeldhouwster

      - Dr. Jan Jozef Fock (1889-1973), letterkundige onder de naam Jan van Lumey

    - Alida Johanna Jacoba Fock (1865-1941); trouwde in 1887 met ir. Jan Willem Cornelis Tellegen (1859-1921), burgemeester van Amsterdam
      - Mr. Marie Anne Tellegen (1893-1976), directeur van het Kabinet der Koningin

    - Cornelis Fock (1871-1959), vice-admiraal, inspecteur-generaal van de Scheepvaart
      - Mr. Cornelis Laurens Willem Fock (1905-1999), commissaris van de Koningin
        - Bernard Cornelis Fock (1911-1942), luitenant-ter-zee
          - Cornelia Wihemina Fock (1942-2021), kunsthistorica

Geslachten die opgenomen zijn in het sinds 1910 verschijnende genealogische naslagwerk Nederland's Patriciaat. Lijst volgens opgave van het CBG Centrum voor familiegeschiedenis.
A · B · C · D · E · F · G · H · I · J · K · L · M · N · O · P · Q · R · S · T · U · V · W · Y · Z